# 강요배
강요배(1952년 4월 18일 ~ )는 제주 출신의 서양화가이다.
1980년대 초 미술그룹 <현실과 발언>의 동인으로 걸개그림 등을 처음 선보이면서 대중과 교감했던 그는 민중미술 운동의 1세대 작가다. 1992년 3월 '제주민중항쟁사-강요배의 역사그림전’은 한국 사회에 4·3의 실체를 바로 알리는 계기가 되었다. 그는 리얼리즘 회화와 역사 주제화에서 새로운 지평을 펼쳐 보였다는 평가를 받는다.
이후 제주에 정착하여 제주의 역사 체험과 자연의 아름다움을 화폭에 담는데 진력하였다. 자연 풍광을 단순한 객체가 아니라 주체의 심적 변화를 읽는 또 다른 주체로 다루었다.
시대와 역사에 충실하고 다기한 화풍의 변모를 감행했으면서도 따스하고 촉감적인 작가의 인물, 풍경화들은 지금도 대중에게 큰 사랑을 받고있다.

## 학력
- 1979년: 서울대학교 미술대학 회화과 학사
- 1982년: 서울대학교 대학원 회화과 석사

## 경력
- 1980년 ~ 1991년: '현실과 발언' 동인
- 1985년: 탐라미술협회 대표
- 2007년: 제12대 민족미술인협회 회장

## 상훈
- 1998년: 민족예술상 개인부문
- 2015년: 제27회 이중섭미술상
- 2018년 옥관문화훈장[5]

## 전시회
- 1976년: 각(角), 대호다방, 제주[6]
- 1995년: 섬 땅의 자연, 조현화랑, 부산
- 1994년: 제주의 자연, 학고재, 서울; 세종갤러리, 제주
- 1992년: 제주 민중항쟁사, 학고재, 서울; 세종갤러리, 제주; 단공갤러리, 대구
- 1998년: 4・3  50주년 기념-동백꽃 지다, 학고재, 서울; 세종갤러리, 제주; 송원갤러리, 광주; 가톨 릭센터, 부산; 월성문화관,
- 1999년: 금강산, 아트스페이스 서울, 서울
- 2003년: 강요배, 학고재, 서울
- 2006년: 땅에 스민 시간, 학고재, 서울
- 2006년: 강요배, 아트스페이스 씨, 제주
- 2007년: 섬 빛깔, 제주문예회관, 제주
- 2008년: 스침, 학고재, 서울
- 2008년: 제주4・3 평화기념관 개관기념 특별전: 강요배의 4・3역사화-동백꽃 지다, 제주4・3 평화기념관, 제주
- 2009년: 강요배의 습작시절, 제주교육박물관, 제주
- 2011년: 풍화, 제주돌문화공원 오백장군 갤러리, 제주
- 2013년: 강요배, 학고재, 서울
- 2014년: 강요배 그림 <소나기> 원화전, "소년, 소녀를 만나다", 제라진 그림책갤러리, 제주
- 2014년: 강요배 소묘: 1985-2014, 학고재, 서울
- 2015년: 제27회 이중섭미술상 수상기념전, 소리, 조선일보미술관, 서울
- 2016년: 제27회 이중섭미술상 수상작가 강요배 초대전, 시간의 창, 이중섭미술관, 제주
- 2016년: 한국현대미술작가, 강요배: 시간 속을 부는 바람, 제주도립미술관, 제주
- 2018년: 메멘토, 동백, 학고재, 서울
- 2018년: 상(象)을 찾아서, 학고재, 서울

## 저술
- 1992년 "동백꽃 지다 (현대작가선 4)" (학고재)
- 1994년 "제주의 자연" (학고재)
- 1997년 황순원(소설가) 글 | 강요배 그림 "소나기" (길벗어린이)
- 1998년 "동백꽃 지다" (학고재)
- 2008년 "동백꽃 지다 (강요배가 그린 제주 4.3)" (보리)